# ۱۴۲۹ (میلادی)
۱۴۲۹ (میلادی) هزار و چهارصد و بیست و نهمین سال تقویم میلادی است.

## درگذشتگان
‎